# 刘文剑 (工程专家)
刘文剑，哈尔滨工业大学（威海）海洋工程学院教授，研究领域为船舶数字化制造、制造业生产过程管理信息化系统等，曾参与中国国家“863”项目、航天创新研究项目、国防科工委基础预研项目等多个重点项目，取得多项成果。
1968年本科毕业于哈尔滨工业大学，1987年至1988年在麦克玛斯特大学担任访问学者。